# José Kléberson Pereira
José Kléberson Pereira (19 de juny de 1979) és un exfutbolista brasiler i entrenador.

## Selecció del Brasil

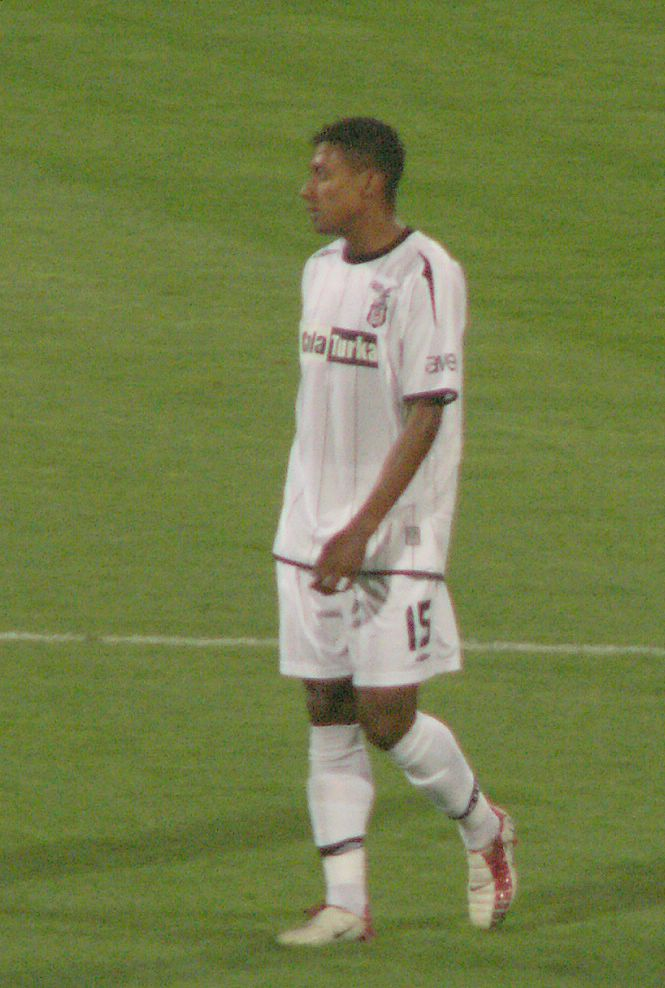
Kléberson a Beşiktaş el 2006.

Va formar part de l'equip brasiler a la Copa del Món de 2002.

## Palmarès
Atlético Paranaense
- Campionat brasiler de futbol: 2001

Manchester United
- FA Cup: 2003–04

Beşiktaş
- Copa turca de futbol: 2005–06

Flamengo
- Campionat brasiler de futbol: 2009

Brasil
- Copa del Món de Futbol: 2002
- Copa Amèrica de futbol: 2004
- Copa Confederacions de la FIFA: 2009